# Delia Fiallo
Delia Fiallo (sinh ngày 4 tháng 7 năm 1924) là một tác giả và nhà biên kịch người Cuba sống ở Miami, Florida. Cô là một trong những đại diện nổi bật nhất của tiểu thuyết lãng mạn đương đại, say mê các thể loại khác nhau xuất hiện trong tác phẩm văn học của cô.
Do những đóng góp của Delia Fiallo cho sự phát triển của thể loại melodrama vào cuối những năm 1970 và giữa năm 1980, cô được coi là "mẹ của telenovela Mỹ Latinh". Trong tất cả, hơn 80 bản chuyển thể thành công đã được thực hiện từ các vở opera xà phòng của cô ở các quốc gia và ngôn ngữ khác nhau.

## Tiểu sử
Delia Fiallo học triết học và văn học ở Havana, nhận bằng tiến sĩ năm 1948.   Cô bắt đầu viết radionigsas ở Havana vào năm 1949, lần đầu tiên chuyển thể thành telenovela với Soraya, được phát hành ở Cuba vào năm 1957. Delia Fiallo rời khỏi đất nước Cuba cùng với gia đình vào năm 1966, để lưu vong ở Miami, nơi cô sẽ viết hầu hết các tiểu thuyết của mình.
Delia Fiallo sống một thời gian ở Venezuela, để giám sát việc sản xuất các tác phẩm của mình bởi Venevisión và sau đó là Đài phát thanh Caracas Televisión. Nhờ người đồng hương Enrique Cuscó, cô đã có thể liên lạc với chủ sở hữu của người cũ, người đã phát sóng telenovela đầu tiên của mình ở đất nước đó, Lucecita năm 1967.
Delia Fiallo đã không viết một telenovela gốc kể từ Cristal năm 1985, kể từ khi dự án cuối cùng mà cô làm, La Felicidad, không bao giờ được hoàn thành và cô quyết định nghỉ hưu. Vào thời điểm đó, cô đã bán bản quyền cho các tác phẩm của mình cho Televisa. Các phim chuyển thể của tác phẩm của cô, như cô đã tuyên bố nhiều lần rằng không thích.